# Orphea Films
Els estudis Orphea Films van ser els primers estudis sonors de tot l'estat espanyol. Situats a l'antic Palau de la Química a Barcelona, foren fundats el 1932 per Camille Lemoine, amb ajuda de Josep Maria de Guillén-Garcia i Francisco Elías.
La seva producció va ser molt fructífura durant gairebé tots els seus anys d'existència, sent el lloc de gravació de la prímera pel·lícula completament en català, El Cafè de la Marina.
Un incendi originat el 1962 va posar fi a gairebé 30 anys d'existència dels estudis.

## Història

### Creació i primers anys
El 1931, la proclamació de la República coincideix amb l'esclat internacional del cinema sonor i, per tant, amb la seva complexa implantació en un context cinematogràfic industrialment tan poc desenvolupat com l'espanyol. Tot i la duplicació i, en alguns casos, triplicació del preu de les entrades causat per l'arribada del so, el cinema es consagra, amb l'arribada del nou règim, com un espectacle de caràcter popular inqüestionable.
El 12 de novembre de 1930 s'havia fundat a París la productora cinematogràfica Orphéa Films. Al primer consell d'administració de l'empresa consten els francesos Ferdinand Resnard com a president i Camille Lemoine com a administrador-delegat, i el català Josep Maria de Guillén-Garcia com a conseller. Aquest últim, havia fundat, el 1924, Ràdio Barcelona (EAJ-I), la primera emissora legal existent a Espanya. A París, entra en contacte amb Lemoine per proposar-li una expedició a la capital catalana amb l'objectiu de fer realitat uns estudis destinats a rodar-hi cinema sonor. El tercer home fort d'Orphéa es tracta del director Francisco Elías, que, decideix col·laborar amb el projecte arran d'unes difuses promeses de col·laboració per part de personalitats republicanes catalanes. Una d'elles era Francesc Macià, tot i que no es creu del tot cert. Consta que el president de la Generalitat estava interessat en el cinema i que, al cap de pocs mesos de la seva inauguració, visita els estudis Orphea, però la seva mà dreta en aquesta matèria és Josep Carner Ribalta. A més, el futur responsable del cinema a la Generalitat ja comptava amb un projecte d'estudis de cinema a Sabadell, cosa que posa en dubte que Macià apostés en paral·lel l'alternativa gestionada a França per uns desconeguts.
El maig de 1932 tres camions amb material cinematogràfic llogat (fet que posa en evidència el caràcter provisional del projecte) surten de París, on mai no tornaran, cap a la capital catalana. Allà, han aconseguit que l'Ajuntament de Barcelona els llogui a bon preu el Palau de la Química, construït per l'Exposició Universal de 1929, la qual transformaren en els primers estudis de cinema sonor de l'Estat. Tot i aquest caràcter únic, l'exclusivitat del cinema sonor de Barcelona va ser efímera, i a partir de 1934, Madrid ja contava també amb els seus propis estudis.
En les seves memòries Elías escriu: "No dejo de la mano a Camille Lemoine... y le convenzo finalmente para realizar la producción en España e intentar en ese país lo que no consiguieron en París y Hollywood los cineastas españoles y extranjeros. Llegamos a Barcelona a fines del año 1932 y nos instalamos en el Palacio de la Química de la Exposición que acaba de clausurarse, con un material alquilado en París y que debemos devolver en cuanto terminemos la película".

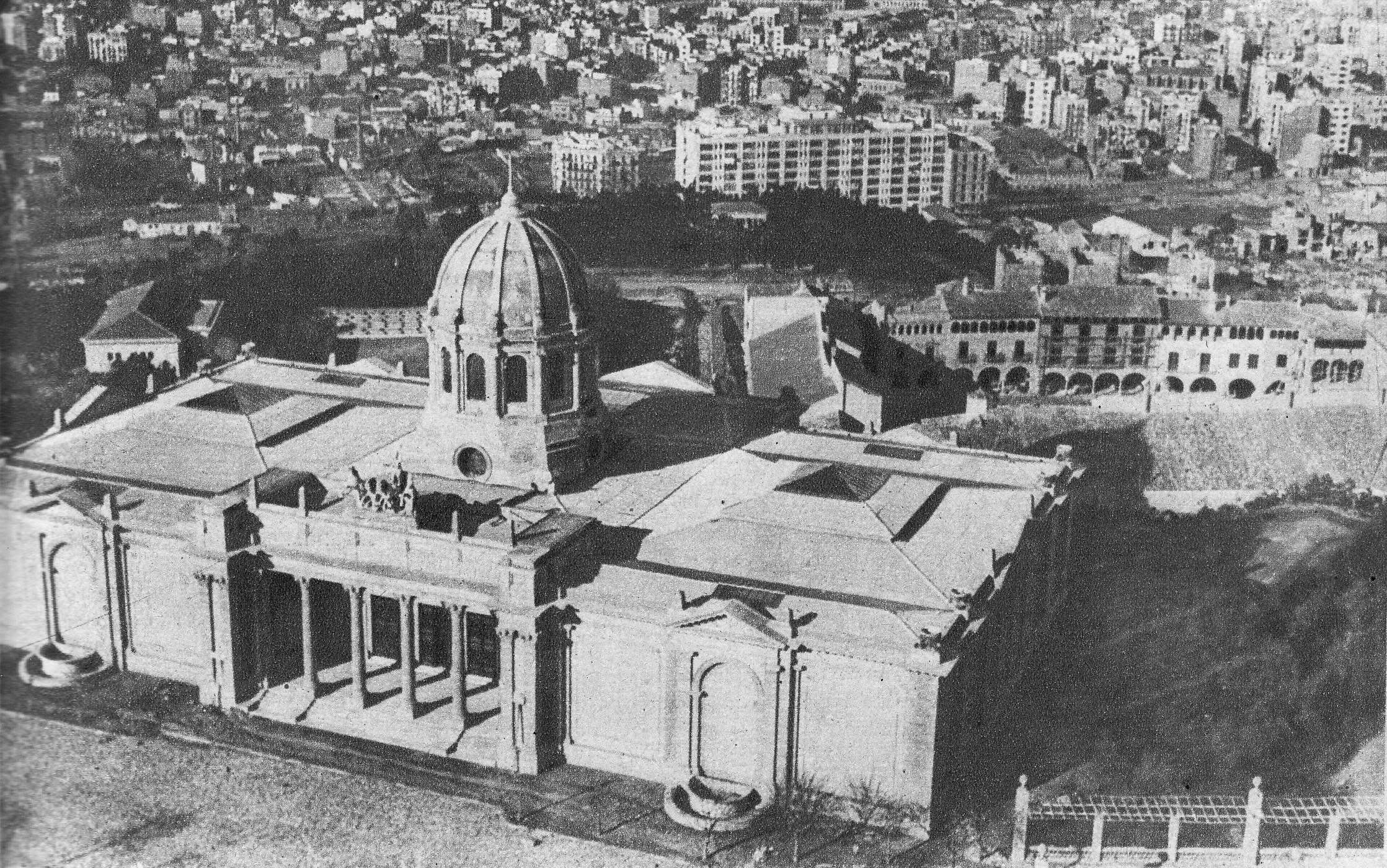
Imatge del Palau de la Química, que posteriorment es convertirà en els Estudis Oprhea.

Els estudis s'inauguren, doncs, amb el rodatge del film Pax (1932) dirigida per ell mateix. Es tracta d'una coproducció amb França, però, després de rodar la versió francesa i per falta de capital, no s'arriba a rodar la versió espanyola. Malauradament, avui en dia no en queda cap registre del film, tret dels testimonis d'algunes fotografies. Elías ja havia intuït el potencial del so en el cinema, tal com va demostrar amb El misterio de la Puerta del sol el 1929. Aquesta pel·lícula, tot i tenir un gran valor històric per ser la primera pel·lícula sonora del cinema espanyol, va ser un fracàs total. La dificultat d'entendre el que deien els personatges a causa de la precarietat dels mitjans utilitzats, entre altres factors, va fer que només s'estrenés a Burgos i Zamora. No és difícil entendre, llavors, que els estudis Orphea sorgeixen com una solució provisional a la pobresa d'infraestructures a Catalunya i la resta de l'Estat.
Acabat el rodatge de Pax, Breteuil, el soci capitalista dels estudis, va marxar i els que van començar com un plató provisional es va anar convertint en estable. Com a Madrid encara no existien estudis sonors, coneguts productors i cineastes com José Buchs, atrets pel nou sistema sonor dels Oprhea, van viatger a Barcelona. Buchs va contractar el plató pel rodatge de Carceleras (1932), considerada la primera pel·lícula sonora totalment parlada (i cantada) en castellà.
La projecció d'un curt còmic en dues versions, espanyola i francesa, va provocar una crisi econòmica que es va aconseguir pal·liar amb El último día de Pompeyo (1932), amb capital francès, i El sabor de la gloria (1932), cintes sonores només parcialment.
Els estudis Orphea comptaven amb tots els elements necessaris per a dur a terme tota mena de produccions, tal com indica el mateix Lemoine en una entrevista: "Hemos hablado de las películas producidas pero nada hemos dicho de los doblajes, cosa interesantísima. Aquí, en Orphea, disponemos de elementos para impresionar, pronto y bien, las versiones dobladas. Tengo el proyecto realizable en breve plazo, de que Orphea Film, en lo que respecta a los estudios, se convierta en Sociedad Anónima Española, que explote únicamente sus servicios a disposición de los productores que quieran utilizarla". Així, durant el primer any de funcionament, els Orphea es dedicaren a l'exportació dels equips sonors per al doblatge de films al castellà, la sonorització, el rodatge de noticiaris sonors, el doblatge de documentals i material publicitari i el lloguer a altres productores. Els estudis van crear una bona infraestructura, pel que va ser als Orphea on es van filmar la totalitat de les pel·lícules espanyoles sonores de 1932 i la majoria de 1933. Aquest aspecte fou especialment positiu per a la capital catalana, que es va convertir en la capital cinematogràfica de l'estat espanyol.
El 1932 es va rodar Mercedes, dirigida per Josep Maria Castellví. Aquesta es tracta de la primera comèdia musical del cinema sonor espanyol. El film, a més, comptava amb algunes escenes parlades en català, tal com indica el crític Sebastià Gasch: "El diàleg, abundantíssim, atabalador, és farcit de chistes i retruécanos de la pitjor espècie. Gairebé tot en castellà, hi ha alguns fragments, pocs, parlats en català. Els polítics de la monarquia deien que ací el català només era parlat a la cuina. En Mercedes, només és parlat quan la protagonista i el seu pare es queden sols […] Josep Santpere, cas curiós, juga més naturalment quan parla castellà que no quan s'expressa en català. Aleshores treu el nas la protagonista amanerat dels vodevil de l'Espanyol [...]". A part d'això i algunes sardanes, el film també estava format per algunes escenes documentals preses amb so directe, en les quals es podia sentir també parlar català. Tot i que els intel·lectuals del món cinematogràfic la criticaren, va ser un èxit comercial. La publicitat de llançament va destacar per la tipografia les següents característiques: "Gran film nacional, parlat i cantat en ESPANYOL. Per primera vegada escenes directes en CATALÀ".
Un any més tard també s'hi va rodar El Cafè de la Marina, primer títol parlat completament en català i el primer gravat en so directe.
El 23 d'octubre de 1933 es registra Distribución Orphea Films S.A. amb l'objectiu de "la distribució, arrendament o traspàs de les exclusives que per l'explotació de pel·lícules cinematogràfiques es poguessin obtenir", amb sucursals a Madrid, València, Bilbao, Sevilla, Las Palmas i Palma. Diversos escàndols relacionats amb els seus socis, però, van provocar la seva desaparició abans de l'esclat de la guerra civil.
L'any 1934 es va crear la filial Publi-Orphea, destinada al rodatge de curts i documentals. Un any després, es va constituir formalment a Madrid la societat gestora Estudios Cinematográficos Orphea Films, SA (ECOFSA).

### Guerra Civil
El febrer de 1936, durant la filmació de Maria de la O, es va produir un incendi que va destruir completament el plató A. Per tal de refer la part afectada, Lemoine va firmar un acord empresarial amb Daniel Aragonès i Antonio Pujol, copropietaris del laboratori Cinefoto.
En esclatar la Guerra Civil, Elías, d'ideologia falangista, marxa a Madrid. Lemoine, amb el negatiu de la pel·lícula Bohemios (1937), fuig de la zona republicana i ven la resta d'accions a Cinefoto, tal com ho explica Elías: "Camille Lemoine se hace cargo del negativo para entregarlo a la Generalitat. Pero todo lo que da a este organismo es una veintena de lates...¡conteniendo descartes! Cuando nos enteramos del caso, Lemoine se encuentra ya en París con el negativo de una pel·lícula que si no es una obra de arte es una producción viable. Tan viable que British Gaumont paga por ella cien mil dolares”.

Pòster promocional de la pel·lícula Aurora de Esperanza.

Els estudis van ser llavors intervinguts pel sindicat anarquista, i els tindria sota el seu control durant tot el desenvolupament del conflicte. La CNT/FAI hi crearen la Secció de Decoradors Tècnics Escenògrafs-Tallers Escenogràfics de la SIE. En aquesta etapa es realitzen diversos documentals anomenats comunament "reportatges de guerra" que mostren els esdeveniments a la zona republicana. És en aquest moment quan tant el moviment obrer com la Generalitat s'adonen de la gran força del cinema com arma ideològica. S'hi roden, llavors, alguns films revolucionaris d'ideologia anarquista com Aurora de Esparanza, Barrios Bajos o Liberación.
Tanmateix, el fracàs de les cintes de contingut ideològic, sumat a la manca d'importació de pel·lícules d'origen estranger, fa necessari que la producció anarquista comenci a donar més importància a les pel·lícules de caràcter comercial. Era aquest tipus de cinema el que interessava al públic. Esteve Riambau apunta: "No només són pel·lícules de ficció amb una clara vocació comercial desproveïdes de matisos no ja propagandístics sinó fins i tot ideològics. Un tipus de cinema que, a més, era el preferit del públic que, tot i els temps de guerra, omplia les sales que oferien programes dobles als quals s'hi sumava un noticier i un espai de dibuixos animats." Les conseqüències d'aquesta disminució dels elements ideològics del cinema anarquista i la manca de control polític sobre les cintes i els seus autors en un moment tan crític com la Guerra Civil va provocar una penetració feixista o, almenys, contrarevolucionària. Un exemple d'aquests efectes és el mateix Elías. Detingut a Madrid per la seva coneguda ideologia falangista és, més tard, indultat de l'execució per Arturo Cámara, un inspector de policia i ocasional actor que, amb ell com a director, va interpretar un paper a Boliche (1933). Un cop torna a Barcelona, sense que es conegui oficialment aquesta informació, Elías no es troba amb cap obstacle per reincorporar-se a la producció cinematogràfica, arribant, fins i tot, a convertir-se en director artístic del SIE l'agost de 1937. Llavors, tanmateix, els anarquistes ja han perdut bona part de la seva hegemonia en el sector.
El 1939, els Orphea passaran a ser propietat municipal, encara que eren gestionats en règim dels llogaters per Cinefoto, que disposava de la meitat de les accions.

### Franquisme i fi dels estudis
Acabada la guerra, els vencedors imposen la seva ideologia feixista. Durant dues dècades, als Orphea es produeix un cinema patriòtic feixista que ven un país ideal. Tot i que s'hi segueixen fent comèdies i pel·lícules de l'estil "cine de barrio", amb la voluntat d'entretenir i no fer pensar massa als espectadors.
Tot i que el contracte entre Lemoine i l'Ajuntament caducava el 31 de desembre de 1937, en acabar la guerra, Daniel Aragonés i Antonio Pujol, com a accionistes majoritaris i consellers delegats de l'entitat, associats amb l'advocat Joan Antoni Pàmies, empresari del Teatre del Liceu, el perllonguen en dues ocasions, primerament fins al juliol de 1940 i més tard fins al 1950; i aconsegueixen condonar part del deute a canvi de les inversions de rehabilitació realitzades per ells.
Durant la dècada de 1940, es modernitzen els equipaments dels estudis, que veuran com es rodarà el primer film en color a l'estat (deu anys després que a Amèrica), En un Rincón de España, amb sistema Cinefotocolor; pel·lícules en relleu, i el primer "olorós" del món: Scent of Mystery (1959). Cap al 1950, els Orphea compten amb dos platós, una piscina (per a escenes submarines), equipació lumínica, sales de sonorització i muntatge, etc.
Durant el rodatge de La bella Lola, el 28 de juny de 1962, s'hi va declarar un incendi als estudis que va acabar amb ells. Durant els 30 anys d'existència, als Orphea s'hi van gravar unes 150 pel·lícules en total.
Més tard es van dur a terme diverses iniciatives per reconstruir els estudis, tot i que l'elevat cost del projecte resultava impossible d'assumir. Poc després, es van crear els Estudis Balcázar a Esplugues i els Iquino al Paral·lel, que va ocasionar que s'abandonés el projecte.
Actualment, on abans hi havia el Palau de la Química i, més tard, els Orphea, trobem un aparcament per als autobusos de turistes que desitgen visitar el Poble Espanyol.

## L'incendi i les seves causes
L'incendi que va posar fi als estudis Orphea no es tractava del primer. El 7 de febrer de 1936, durant el rodatge de Maria de la O, es desencadenà també un incendi, tot i que no va provocar danys irreparables. Tanmateix, l'incendi iniciat al taller de fusteria durant el rodatge de La bella Lola, el 1962, sí que va provocar el fi dels Orphea per sempre més. Tot apunta que l'incendi va ser provocat per la gran combustibilitat del material que hi havia als estudis. L'edifici, que havia estat edificat als anys 22 per a l'Exposició Universal, no comptava amb una construcció del tot eficient, ja que va néixer amb funció de d'edifiar-se únicament per l'esdeveniment per a, més tard, derruir-lo. La pobresa del seu material constructiu va facilitar, doncs, que el foc s'escampés d'una nau a l'altre amb facilitat.
El productor i director Josep Maria Forn explica com va ser el desenvolupament dels fets: "Van arribar als bombers, van començar a llençar aigua i tot anava bé. Quan, de sobte, el cap dels bombers va sortir a fora, va estar parlant (per telèfon), va tornar i immediatament va fer a tothom fora. Va dir, a més que obrissin les portes. En fer-ho, els obrers li van dir que, si ho feia, l'incendi creixeria. Però ell no els fa cas. Quan van obrir les portes del taller de fusteria, el foc va començar a sortir i va cremar-ho tot."
Existeixen diverses teories sobre la veritable causa de l'incendi. Es pensa que el cap dels bombers, en sortir (tal com explica Maria Forn), va parlar per telèfon amb Porcioles, l'alcalde de Barcelona. Aquest tenia prevista una ampliació del Poble Espanyol, i la crema dels Estudis Orphea, situats juts en el recinte més immediat, va resultar l'excusa perfecta.
L'historiador, crític de cinema i director de la Filmoteca de Catalunya, Esteve Riambau, diu sobre el tema: "No se sabrá nunca cuál fue el origen del incendio pero por las informaciones a las que he accedido, entre ellas el informe de los Bomberos de Barcelona, no fue provocado aunque tampoco se intentó sufocar completamente." Així doncs, tot va quedar reduït a cendra. L'ampliació del Poble Espanyol, tanmateix, mai es va produir.

## Estructura dels estudis
Situat en l'Avinguda de Montanys, el que prèviament havia estat l'edifici del Palau de la Química, ocupava una superfície total de gairebé 4.500 metres quadrats. Les seves magnituds eren enormes, cosa que demostra el fet que hi poguessin entrar vehicles sencers. Vist des de fora, el que més destacava era la seva gran cúpula nervada sobre un tambor decagonal. La façana principal, dividida en tres seccions comunicades a través d'un cos central, es trobava coronada per una escultura d'un carro tirar per cavalls. A la part central, s'hi trobava la columnata d'accés a l'interior.
El seu interior comptava amb dos grans platós, ambdós aïllats acústicament i separats per un vestíbul mantingut des de l'exposició. Un dels platós ocupava uns 1350 metres quadrats, i l'altre uns 1050. A més, el primer d'ells, tenia una piscina per a gravacions submarines de tres metres de profunditat. L'edifici també estava format per una sala de muntatge amb moviola, magatzems de vestuaris i decoració i camerinos, mescladores de so, micròfons, una instal·lació de "play-back", sales de sincronització i instal·lacions per al doblatge.
Pel que fa al material, abans de l'incendi els estudis disposaven d'uns 250 projectors amb làmpades per rodar en color, tres càmeres Super-Parvo, un Arriflex i una Parvo L.95. Miguel Iglesias, realitzador i director que va treballar-hi durant molts anys va dir: "L'Orphea era una fàbrica i tenies tot allò que volguessis"

## Polèmiques
Els Estudis Oprhea van estar envoltat d'un cert aire tèrbol des del seu començament.
Pel que fa al terreny econòmic, el 13 de gener de 1932 es presenta, en nom d'Orphea Films, una sol·licitud a l'Ajuntament de Barcelona per transformar en estudis de rodatge un antic pavelló de l'Exposició Universal de 1929. El 2 de març, en sessió plenària del consistori, se n'aprova l'arrendament i autorització arriba dos mesos després, per un termini no superior a sis mesos i un lloguer que oscil·la les 2.300 ptes. Lemoine sol·licita, a mitjans de juny, una revisió del contracte. A l'agost, el consistori li prorroga el lloguer fins a cinc anys a partir del gener de 1933 i 20.000 ptes. anuals. Els retards del pagament provoquen que l'Ajuntament amenaci amb un desnonament l'abril de 1934. Lemoine, però, aconsegueix que la quota anual es fraccioni en trimestres, que continua sense abonar amb puntualitat. Aquests problemes econòmics, completament injustificables en relació amb la gran quantitat de rodatges que s'hi van produir (21 entre els geners de 1933 i 1935) i als ingressos originats per l'elaboració de reportatges sonors i el doblatge de documentals, posaven en evidència la precarietat tècnica de les instal·lacions.
En el terreny legal, és també important destacar que, igual que fins al 1932, la productora francesa Orphéa Films havia estat una empresa obscura, com posa en evidència el fet que no en quedi cap registre legal de la seva existència tret de la seva ubicació (l'11 rue de Gustave Zedé), donada per la publicitat de l'època, i els films que va produir a París; els estudis a Barcelona, no van ser enregistrats formalment fins al juliol de 1933, un any i mig després de l'inici efectiu de les seves activitats.
Al consell d'administració de Disbtribución Orphea Films S.A., a part de Lemoine, figuren dos destacats representants del Partit Radical: Aureli Lerroux i Joan Pich i Pon que, en veure's involucrats en el gran escàndol que enfonsà el partit, hauran de dimitir de tots els càrrecs públics. Les connexions fraudulentes d'Orphea amb la política hegemònica durant el "bienni negre", a més, permeten que, l'abril de 1934, l'empresa s'ampliï amb una filial dedicada a curtmetratges i documentals: Public Orphea. No passen gaires mesos, però, quan, el gener de 1935, es produeix un altre escàndol provocat per la irregularitat de beneficis del film Boliche.
Aquest fet provoca que Elías perdi els drets com a soci-fundador d'Orphea a canvi de la producció de la pel·lícula, i que Lemoine sigui detingut, acusat d'estafa pels protagonistes, els cantants Roberto Fugazot i Agustín Irusta i el pianista Lucio Demare, com indicia aquest darrer a La Opinión (27.1.1974): "La pel·lícula anduvo bien, però no vimos un centavo, porque el señor distribuïdor se quedo con todo".
Lemoine fou assassinat el 1942 a Madid, a pocs metres dels Sevilla Films, que ell mateix havia creat, segurament per persones relacionades amb les seves polítiques fraudulentes.

## El cinema català i els Estudis Orphea
Els primers films sorgits dels Orphea eren completament en castellà tant per raons econòmiques com pel fet que molts dels autors eren estrangers. Tanmateix, un petit sector de la burgesia catalana, es va interessar per les possibilitats que podia oferir un cinema en català. Amb l'objectiu d'explorar-les, la Generalitat crea, el 1932, el Comitè de Cinema amb Josep Carner, guionista treballant a Hollywood, com a president. Macià, tal com Josep Carner indica a les seves memòries pretenia "establir a Barcelona uns estudis cinematogràfics, com a inici de creació de la indústria del cinema a casa nostra". Tanmateix, el projecte no va prosperar. En l'aspiració de dotar Catalunya amb uns estudis cinematogràfics, Lemoine i Elías en sorgeixen victoriosos.
Deixant de banda Mercedes, que comptava amb algunes escenes en català, el primer llargmetratge completament en llengua catalana i gravat als estudis va ser El Cafè de la Marina (1933), adaptació del text de Josep M. de Sagarra, dirigit per Domenech Pruna. Tot i comptar amb una versió en castellà i no funcionar malament a Catalunya, va ser un fracàs econòmicament, degut, segurament, al fet del pressupost es va acabar en la meitat del rodatge, el que va provocar que s'hagués d'acabar el film a correcuita. Tot i el seu valor històric, d'aquesta pel·lícula no en queda cap fragment. Aquest fracàs, sumat al fet que la majoria de la burgesia catalana no mostrava gens d'interès vers el cinema en català, va provocar que no es continués el projecte de crear un mercat cinematogràfic catalanoparlant. El cinema a Catalunya, doncs, no era el desitjat per la Generalitat i Carner, però no van fer res per evitar-ho. Amb la dissolució del Comitè de Cinema el 1936 es perd l'oportunitat de fer un cinema català i republicà de qualitat. Isona Passola, presidenta de l'Acadèmia de cinema català, critica durament aquesta manca d'ambició pel cinema català: "les institucions catalanes no s'han agafat mai seriosament la idea de normalitzar el cinema català com ho han fet amb el teatre, la música o el món editorial. Potser han fet la indústria, però no han fet la llengua. I això que es fa a tots els països d'Europa, perquè Europa creu en la diversitat, fins ara, Catalunya, no s'ho ha pres seriosament."